# Eb

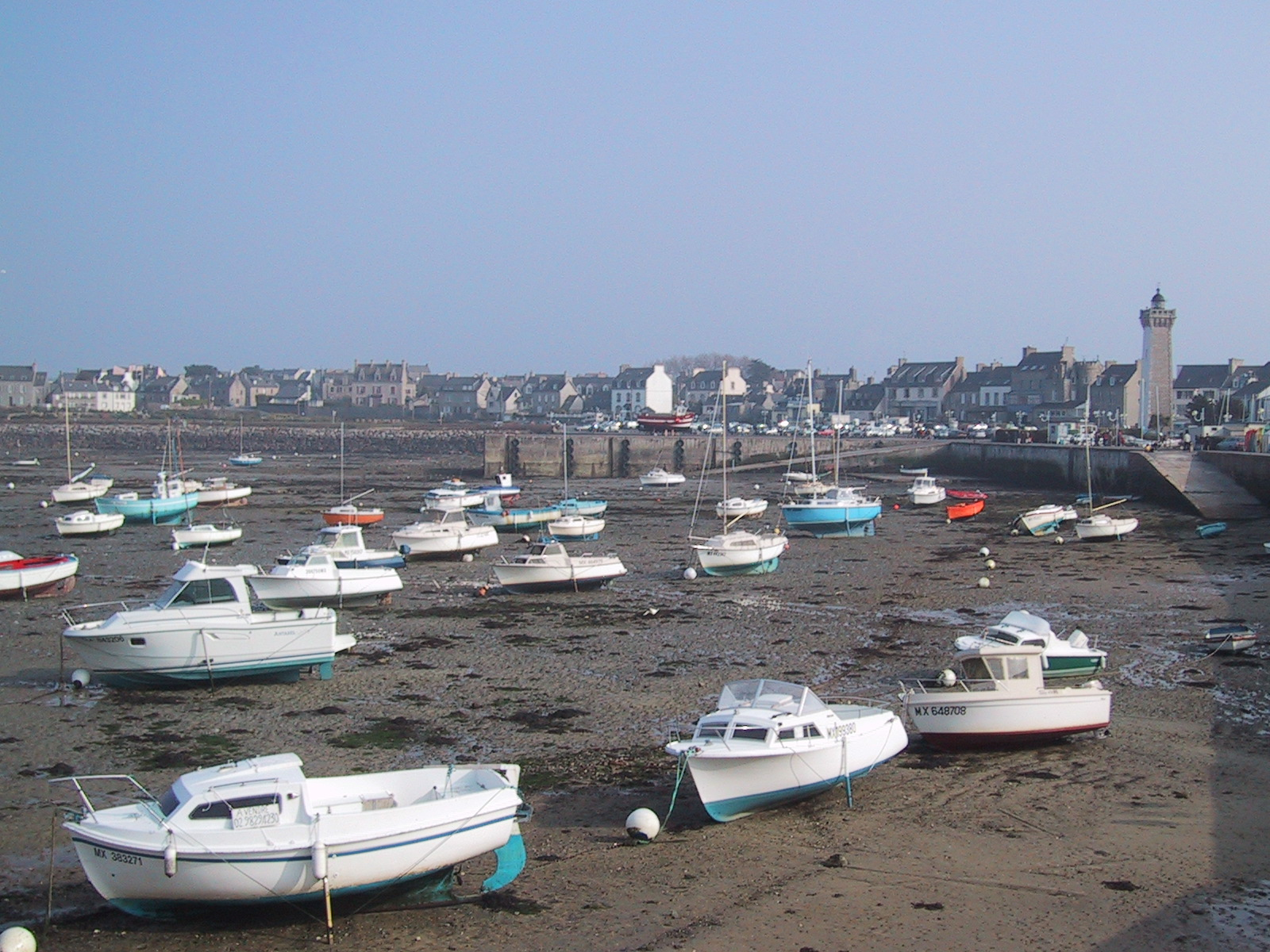
Laagwater in Bretagne

Eb is een fase van het getij waarbij het zeewater daalt of afgaat. De fase van opkomend of rijzend water heet vloed.
Eb en vloed ontstaan onder invloed van de maan en de zon. Aan het einde van de ebperiode is de waterstand minimaal: dit heet 'laagwater' of 'laagtij'. Bij ondiep water kan de zeebodem tijdens laagwater droog komen te staan, waardoor de kuststrook, zoals bij een strand, breder kan worden. In de Waddenzee vallen bij laagwater zandplaten droog, waardoor men er kan wadlopen. 
De hele periode van afgaand water, dus direct vanaf het moment van hoogwater, heet eb.